# Duncan Adams
Duncan Adams (ur. 10 września 1992 r.) – amerykański narciarz dowolny, specjalizuje się w Half-pipe'ie. Jak dotąd nie startował  w mistrzostwach świata, ani na igrzyskach olimpijskich. 

## Sukcesy

### Puchar Świata

#### Miejsca w klasyfikacji generalnej
- 2011/2012 –

#### Miejsca na podium
1. Copper Mountain – 9 grudnia 2011 (Halfpipe) – 3. miejsce